# Фихтельгебирге
Фи́хтельгебирге, Фи́хтель (на тер. Германии; нем. Fichtelgebirge) или Смрчи́ни (на тер. Чехии; чеш. Smrčiny) — горы средней высоты в Германии, на северо-востоке Баварии и в Чехии.

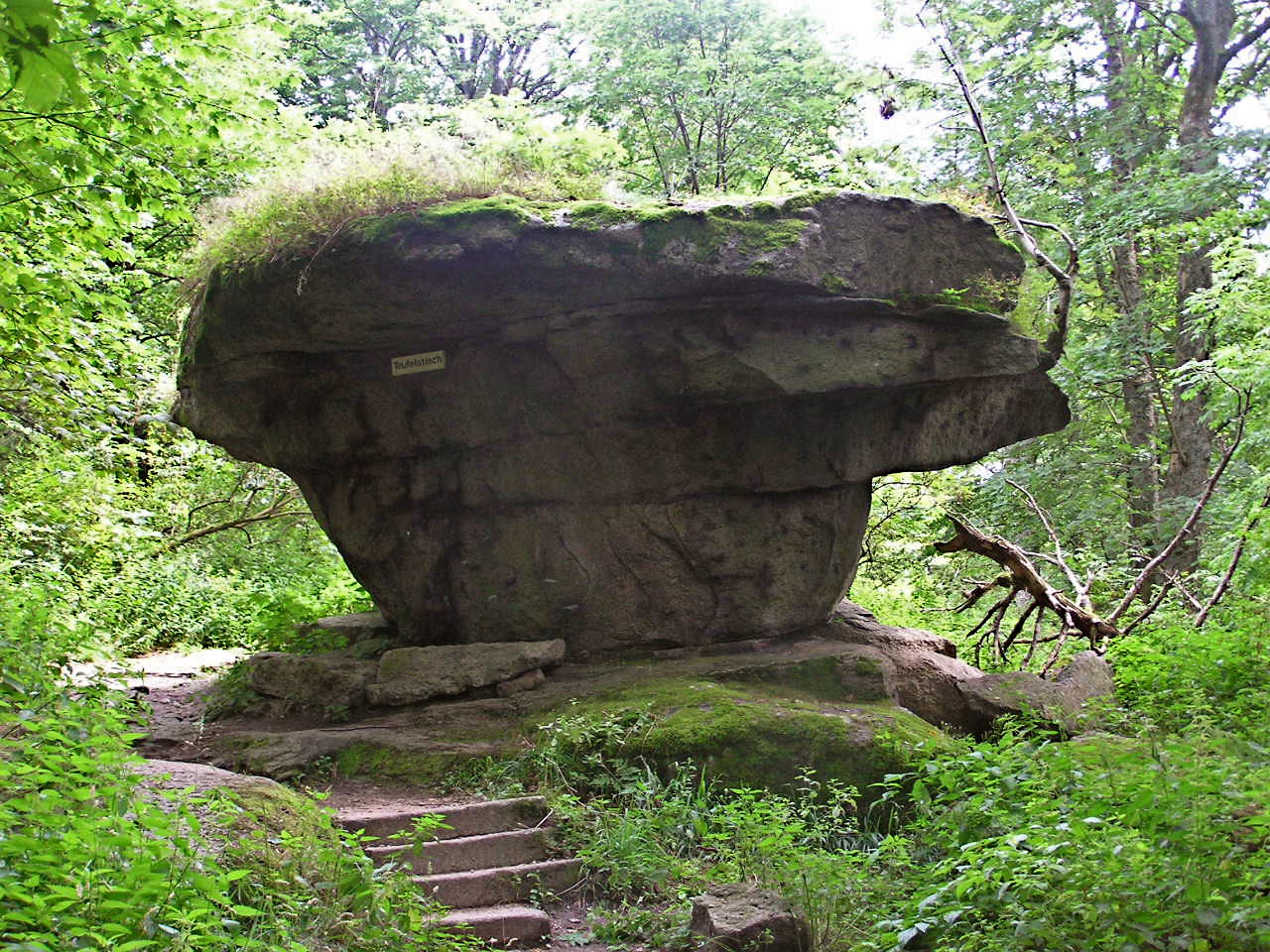
«Чёртов стол» у Гросер-Вальдштайна

Фихтельгебирге простираются между городами Хоф и Вайден. Значительная часть населения — потомки беженцев Второй мировой войны из Судет, Силезии и Восточной Пруссии.
Самая высокая гора — Шнеберг (1051 м), другими характерными горами являются Оксенкопф (1024 м), Кёссайне (939 м), Гросер-Вальдштайн (877 м) и Гросер-Корнберг (827 м).
Продолжение Фихтельгебирге к северо-востоку образуют Эльстергебирге и Рудные горы, к юго-востоку — Верхнепфальцский Лес, Чешский Лес и Баварский Лес. В северо-западном направлении находятся Франконский Лес и Тюрингенский Лес.